# Кипар на Европском првенству у атлетици за млађе сениоре 2015.
Кипар је учествовала на 11. Европском првенству за млађе сениоре 2015. одржаном у Талину, Естонија, од 9. до 12. јула. Репрезентацију Кипра на његовом десетом учешћу на европским првенствима за млађе сениоре представљало је 8 спортиста (5 мушкараца и 3 жене), који су се такмичили у 7 дисциплина (4 мушке и 4 женске).
На овом првенству такмичари са Кипра нису остварили неки резултат.

## Учесници
| Мушкарци: - Христос Деметриоу — 800 м - Николас Фрагоу — 3.000 м препреке - Андреас Христоу — Бацање диска - Рафаил Антониоу — Бацање диска - Александрос Поурсанидис — Бацање кладива | Жене: - Меропи Панагиотоу — 5.000 м - Леонтија Каленоу — Скок увис - Катерине Беати — Бацање кладива |  |

## Резултати

### Мушкарци
| Атлетичар               | Дисциплина       | Лични рекорд | Квалификације | Квалификације | Полуфинале   | Полуфинале | Финале                | Финале       | Детаљи |
| Атлетичар               | Дисциплина       | Лични рекорд | Резултат      | Место         | Резултат     | Место      | Резултат              | Место        | Детаљи |
| ----------------------- | ---------------- | ------------ | ------------- | ------------- | ------------ | ---------- | --------------------- | ------------ | ------ |
| Христос Деметрио        | 800 м            | 1:49,06      | 1:49,60 кв    | 3. у гр. 3    | 1:50,18      | 2. у гр. 5 | Није се квалификовао  | 12 / 30      |        |
| Николас Фрагоу          | 3.000 м препреке | 9:22,68      |               |               |              |            | 9:22,73               | 14 / 14      |        |
| Андреас Христоу         | бацање диска     | 53,51        | 53,56 ЛР      | 7. у гр. А    |              |            | Нису се квалификовали | 16 / 22 (23) |        |
| Рафаил Антониоу         | бацање диска     | 54,20        | 51,43         | 13. у гр. А   | 20 / 22 (23) |            | Нису се квалификовали |              |        |
| Александрос Поурсанидис | бацање кладива   | 70,08        | 67,16 кв      | 6. у гр. Б    | 65,55        | 12 / 28    |                       |              |        |

### Жене
| Атлетичарка       | Дисциплина     | Лични рекорд | Квалификације | Квалификације | Полуфинале            | Полуфинале | Финале   | Финале  | Детаљи |
| Атлетичарка       | Дисциплина     | Лични рекорд | Резултат      | Место         | Резултат              | Место      | Резултат | Место   | Детаљи |
| ----------------- | -------------- | ------------ | ------------- | ------------- | --------------------- | ---------- | -------- | ------- | ------ |
| Меропи Панагиотоу | 5.000 м        | 16:29,13     |               |               |                       |            | 16:31,78 | 16 / 17 |        |
| Леонтија Каленоу  | скок увис      | 1,93         | 1,82 кв       | 5. у гр. Б    |                       |            | 1,81     | 7 / 26  |        |
| Катерине Беати    | бацање кладива | 60,09        | 57,72         | 11. у гр. Б   | Није се квалификовала | 23 / 26    |          |         |        |